# کی‌یف
کی‌یف (به اوکراینی: Київ [ˈkɪjiu̯]) پایتخت و پرجمعیت‌ترین شهر اوکراین است. این شهر در شمال مرکزی اوکراین و در امتداد رودخانه دنیپر قرار دارد.
کی‌یف یک مرکز مهم صنعتی، علمی، آموزشی و فرهنگی در اروپای شرقی است. این شهر خانه بسیاری از صنایع پیشرفته، موسسات آموزش عالی، و بناهای تاریخی است. کی‌یف سیستم ترابری شهری و زیرساخت گسترده‌ای دارد.

## ریشه نام
این نام از اسلاوی شرقی قدیمی Kyjevŭ (Kыѥвъ) گرفته شده است. تواریخ قدیمی اسلاوی شرقی، مانند کدکس لورنسی و تواریخ نوگورود، از املای کیєвъ، Къıєвъ، یا Кїєвъ استفاده می‌کردند. این به احتمال زیاد از نام زبان نیااسلاوی *Kyjevŭ gordŭ (به معنای واقعی واژه، "قلعه کی") گرفته شده است، و با کی (به اوکراینی: Кий، روسی: Кий)، بنیانگذار افسانه‌ای شهر مرتبط است.
در افسانه‌ها آمده که در سال ۴۸۲ میلادی، سه برادر به نام‌های کای، شسچک، خوریف و خواهرشان لیبید در بالای سه تپه اطراف این شهر زندگی می‌کردند. با گذر زمان این نواحی مسکونی گسترش یافته و به یکدیگر متصل شدند و در نتیجه آن ایجاد شهر کی‌یف پدید آمد بود. نام برادر بزرگتر «کای» بود که «کی‌یف» به نام او نامگذاری شد. نام خواهر آنها «لیبید» هم بر روی رودخانه کنار شهر «دنیپرو» گذاشته شد. البته برخی از تاریخ‌دانان باور دارند که این داستان احتمالاً حقیقت دارد. چون کای، احتمالاً شاهزاده یک قبیله «اسلاویک شرقی» به نام پولانز بوده است.

## تاریخچه
شواهد باستانشناسی نشان می‌دهد که برای ده‌ها هزار سال در ناحیه‌ای از اوکراین که اکنون کی‌یف نامیده می‌شود مهاجرانی زندگی می‌کردند و حدود سه هزار سال قبل از میلاد، قبایلی در این منطقه ساکن شدند.
کی‌یف در طول تاریخ خود به عنوان یکی از قدیمی‌ترین شهرهای اروپای شرقی، چندین مرحله از برجستگی و گمنامی را پشت سر گذاشت. این شهر احتمالاً در سده پنجم به عنوان یک مرکز تجاری وجود داشته است. شهرکی اسلاوها در مسیر بزرگ تجاری بین اسکاندیناوی و قسطنطنیه، کی‌یف خراج‌گذار خزرها بود تا زمانی که در اواسط سده نهم توسط وایکینگ‌ها تصرف شد. تحت حکومت وارنگیان، این شهر به پایتختی روس کی‌یف تبدیل شد. دولت اسلاوی شرقی این شهر که در طول حمله مغول در سال ۱۲۴۰ میلادی به‌طور کامل ویران شد بیشتر نفوذ خود را برای سده‌ها از دست داد و به یک مرکز استانی با اهمیت حاشیه‌ای در حومه مناطق تحت کنترل همسایگان قدرتمند آن، ابتدا لیتوانی، سپس لهستان، و در نهایت روسیه بدل شد.
این شهر در طول انقلاب صنعتی امپراتوری روسیه در اواخر سده نوزدهم دوباره رونق گرفت. در سال ۱۹۱۸ پس از اعلام استقلال جمهوری خلق اوکراین از روسیه شوروی کی‌یف پایتخت آن شد. از سال ۱۹۲۱ به بعد، کی‌یف یکی از شهرهای اوکراین شوروی بود که توسط ارتش سرخ اعلام شد و از سال ۱۹۳۴ پایتخت آن بود. این شهر در طول جنگ جهانی دوم تقریباً به‌طور کامل ویران شد. اما در سال‌های پس از جنگ به سرعت بهبود یافت و سومین شهر بزرگ اتحاد جماهیر شوروی باقی ماند.
پس از فروپاشی اتحاد جماهیر شوروی و استقلال اوکراین در سال ۱۹۹۱ کی‌یف پایتخت اوکراین باقی ماند و هجوم دائمی مهاجران اوکراینی قومی از سایر مناطق کشور را تجربه کرد. در طول تبدیل کشور به اقتصاد بازار و دموکراسی انتخاباتی، کی‌یف همچنان بزرگ‌ترین و ثروتمندترین شهر اوکراین بود. تولید صنعتی وابسته به تسلیحات، پس از فروپاشی شوروی کاهش یافت و بر علم و فناوری تأثیر نامطلوب گذاشت. اما بخش‌های تازه‌ای از اقتصاد مانند خدمات و امور مالی رشد کی‌یف در حقوق و سرمایه‌گذاری را تسهیل و همچنین بودجه مستمر برای توسعه مسکن و زیرساخت‌های شهری را فراهم کرد.

## سیاست
کی‌یف به‌عنوان طرفدار غربی‌ترین منطقه اوکراین شناخته می‌شود. احزاب طرفدار ادغام شدیدتر با اتحادیه اروپا در طول انتخابات تسلط دارند.

## تقسیمات اداری
این شهر به وسیلهٔ رود دنیپر به دو قسمت شرقی و غربی تقسیم می‌شود که در مجموع دارای ۱۰ منطقه شهرداری است.
بخش غربی رودخانه که دارای ۷ منطقه است جمعیتی در حدود ۲٫۶۴۲٫۴۴۰ نفر دارد و بخش شرقی رودخانه با ۳ منطقه دارای جمعیتی در حدود۹۳۰٫۰۰۰ نفر است.
بر پایه سرشماری سال ۲۰۰۷ در این شهر ۷۱۹ گروه و سازمان دینی وجود دارند که مسیحیان پروتستان با ۱۷۷ سازمان، بیشترین آمار را به خود اختصاص داده‌اند.
در این آمار ۸ مرکز اسلامی نیز به چشم می‌خورد.

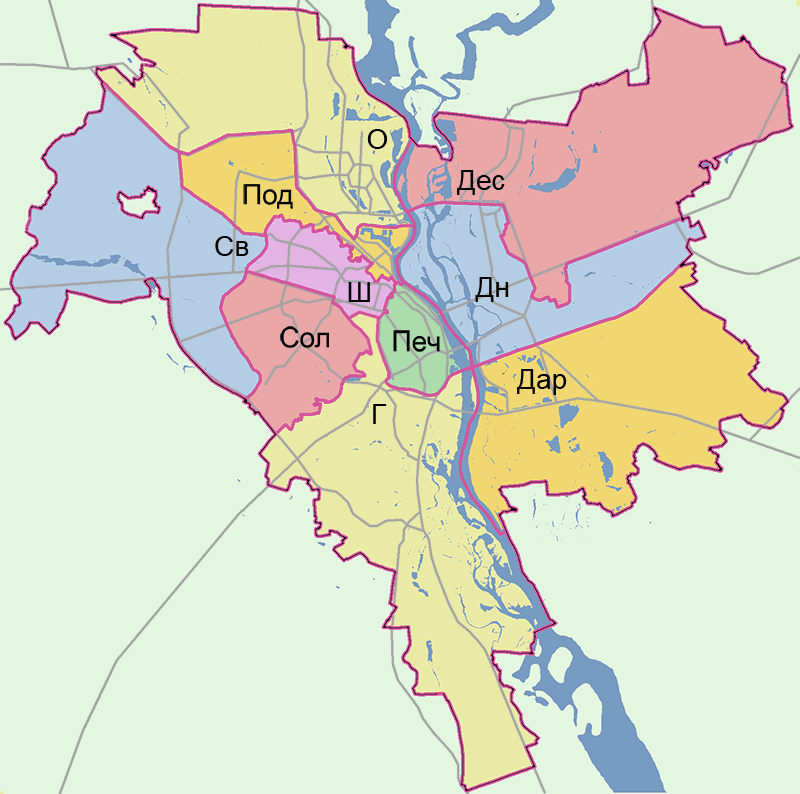
نقشه مناطق ده‌گانه شهر کی‌یف

| منطقه                    | مساحت منطقه کیلومتر مربع | جمعیت   | تراکم کیلومترمربع |
| ------------------------ | ------------------------ | ------- | ----------------- |
| کرانه شرقی رودخانه دنیپر |                          |         |                   |
| منطقه گلوسویسکی          | ۱۵۶                      | ۲۳۸ ۹۸۳ | ۱۵۳۲              |
| منطقه سولومیناسکی        | ۴۰                       | ۳۵۱ ۳۴۲ | ۸۷۸۳              |
| منطقه استویاتوشنسکی      | ۱۰۱                      | ۳۳۷ ۷۱۸ | ۳۳۴۳              |
| منطقه اوبولونسکی         | ۱۱۰                      | ۳۱۷ ۶۱۵ | ۲۸۸۷              |
| منطقه پودولسکی           | ۳۴                       | ۱۹۳ ۷۳۲ | ۵۶۹۸              |
| منطقه پیچرسکی            | ۲۷                       | ۱۴۵ ۲۴۲ | ۵۳۷۹              |
| منطقه شوچنکیوسکی         | ۲۵                       | ۲۲۹ ۷۸۰ | ۹۱۹۱              |
| کرانه غربی رودخانه دنیپر |                          |         |                   |
| منطقه دارینتسکی          | ۱۳۴                      | ۳۲۱ ۶۲۲ | ۲۴۰۰              |
| منطقه دنیپروفسکی         | ۶۷                       | ۳۴۹ ۱۳۸ | ۵۲۱۱              |
| منطقه دسنیانسکی          | ۱۴۸                      | ۳۶۲ ۸۴۲ | ۲۴۵۱              |

## جمعیت
در پایان سده هجدهم جمعیت اوکراین حدود ۳۰٬۰۰۰ نفر بوده است. بر پایه سرشماری انجام شده در سال ۲۰۰۱ حدود ۲٬۶۱۱٬۳۰۰ نفر در کی‌یف زندگی می‌کردند. هم‌اکنون سالانه حدود ۲۰ هزار نفر به جمعیت کی‌یف اضافه می‌شود. بر اساس آمارهای جمعیتی از ۱ ژانویه ۲۰۰۲ تا ۱ ژانویه ۲۰۱۰ جمعیت شهر کی‌یف ۱۷۴٬۰۰۰ نفر افزایش یافته است. در ۱ دسامبر ۲۰۱۳ جمعیت کی‌یف ۲٬۸۶۶٬۵۱۶ نفر بود که طبق گزارش منتشر شده از سوی دولت نرخ رشد در کی‌یف ۲٫۲ و کل کشور ۴٫۱۷- اعلام شد. به گفته مؤسسه جمعیت‌شناسی و مطالعات اجتماعی NAS جمعیت در اوکراین پس از منطقه افزایش جمعیت در شهر مثبت بوده و پس از استان‌های رونسکی و زاپارپاتسکی که به ترتیب ۳٫۷ و ۲٫۴ را کسب نموده است. بنا بر آمارهای غیررسمی در سال ۲۰۰۹ جمعیت واقعی کی‌یف ۳٬۱۴۴٬۳۰۰ بوده که ۴۲۰٬۰۰۰ نفر با آمار رسمی اختلاف دارد.

### ترکیب قومی
بر پایه داده‌های سرشماری سال ۲۰۰۱ بیش از ۱۳۰ ملیت و گروه قومی در قلمرو کی‌یف زندگی می‌کنند. اوکراینی‌ها با ۲٬۱۱۰٬۸۰۰ نفر یا ۸۲٫۲ درصد از جمعیت، بزرگ‌ترین گروه قومی کی‌یف را تشکیل می‌دهند. روس‌ها ۳۳۷۳۰۰ (۱۳٫۱٪)، یهودیان ۱۷۹۰۰ (۰٫۷٪)، بلاروسی‌ها ۱۶۵۰۰ (۰٫۶٪)، لهستانی‌ها ۶۹۰۰ (۰٫۳٪)، ارمنی‌ها ۴۹۰۰ (۰٫۲٪)، آذربایجانی‌ها ۲۶۰۰ (۰٫۲٪)، ۵۰ تاتارها، گرجی‌ها ۲۴۰۰ (۰٫۱٪)، و مولداوی‌ها ۱۹۰۰ (۰٫۱٪) هستند.
مطالعه‌ای در سال ۲۰۱۵ توسط مؤسسه بین‌المللی جمهوری‌خواه نشان داد که ۹۴٪ از کی‌یف دارای هویت قومی اوکراینی و ۵٪ قومی روسیه بودند. بیشتر جمعیت غیر اسلاو این شهر را تاتارها، قفقازی‌ها، و دیگر مردم اتحاد جماهیر شوروی تشکیل می‌دهند.

### زبان
مردم این شهر معمولاً به دو زبان اوکراینی و روسی صحبت می‌کنند. تقریباً ۷۵٪ از جمعیت کی‌یف به سؤال سرشماری سال ۲۰۰۱ در مورد زبان مادری خود «اوکراینی» و تقریباً ۲۵٪ به «روسی» پاسخ دادند. بر پایه یک نظرسنجی در سال ۲۰۰۶، ۲۳٪ از مردم کی‌یف در خانه از زبان اوکراینی و ۵۲٪ از روسی استفاده می‌کنند. ۲۴٪ نیز بین هر دو جابجا می‌شوند. در نظرسنجی جامعه‌شناختی سال ۲۰۰۳ وقتی این سؤال مطرح شد که "شما از چه زبانی در زندگی روزمره استفاده می‌کنید؟" ۵۲٪ "عمدتاً روسی"، ۳۲٪ "هر دو روسی و اوکراینی به اندازه یکسان"، ۱۴٪ "بیشتر اوکراینی"، و ۴٫۳٪ "به طور انحصاری اوکراینی" را پاسخ دادند.
طبق سرشماری سال ۱۸۹۷ از حدود ۲۴۰۰۰۰ نفر کی‌یف، تقریباً ۵۶٪ از جمعیت به زبان روسی، ۲۳٪ به زبان اوکراینی، ۱۳٪ به ییدیش، ۷٪ لهستانی، و ۱٪ به زبان بلاروس صحبت می‌کردند.
یک مطالعه در سال ۲۰۱۵ توسط مؤسسه بین‌المللی جمهوری‌خواه نشان داد که زبان‌هایی که در خانه در کی‌یف صحبت می‌شوند اوکراینی (۲۷٪)، روسی (۳۲٪)، و ترکیبی برابر از اوکراین و روسی (۴۰٪) است.

### جامعه یهودی
اولین اطلاعات در مورد زندگی یهودیان در این شهر به سده دهم میلادی برمی‌گردد. از جمله مورخانی یهودی که در مورد جامعه بزرگ یهودیان کی‌یف کتاب نوشته‌اند می‌توان به بنیامین تطیلی و پرهام رگنسبورگ نام برد. بیشتر یهودیان کی‌یف بازماندگان یهودیان لهستان بودند که در پی حمله مغول‌ها به لهستان نابود شده یا فرار کردند. در طول این دوران یهودیان دو بار در سال‌های ۱۴۵۹ و ۱۶۱۹ از کی‌یف اخراج و دوباره به این شهر بازگشتند. سال ۱۶۴۸ سال سختی برای یهودیان کی‌یف بود. در آن سال کی‌یف به پادشاهی مسکو الحاق شد و در سال ۱۶۵۴ سکونت یهودیان در کی‌یف ممنوع شد. این ممنوعیت با تجزیه لهستان در سال ۱۷۹۳ لغو شد و یهودیان توانستند وارد کی‌یف شوند. امروزه در کی‌یف ۲۰٬۰۰۰ یهودی زندگی می‌کنند. در این شهر دو مدرسه یهودی و دو کنیسه به فعالیت خود ادامه می‌دهند.

## مترو
متروی کی‌یف در سال ۱۹۶۰ راه‌اندازی شده و هم‌اکنون دارای ۳ خط و ۵۲ ایستگاه است.
بر پایه برخی منابع ایستگاه متروی آرسنالنای این شهر، عمیق‌ترین ایستگاه متروی جهان نامگذاری شده است.